# El Pedró (Llobera)
El Pedró és una muntanya de 871 metres que es troba al municipi de Llobera, a la comarca catalana del Solsonès. Està situat sobre el poble de Peracamps.
Al cim podem trobar-hi un vèrtex geodèsic (referència 271100001).